# Wiktorija Jewtuschenko
Wiktorija Wiktoriwna Jewtuschenko, ukrainisch Вікторія Вікторівна Євтушенко (* 23. April 1965 in Dnipropetrowsk, Ukrainische SSR, geborene Wiktorija Pron), international bekannt als Viktoria Evtushenko (Viktoria Pron), ist eine ehemalige ukrainische Badmintonspielerin.

## Sportliche Karriere
Wiktorija Jewtuschenko gewann von 1992 bis 1999 alle Doppeltitel in der Ukraine gemeinsam mit Elena Nozdran. Von 1992 bis 2000 gewann sie auch alle Mixedtitel in der Ukraine. Im Einzel war sie 1992 erfolgreich.
Bei den Olympischen Sommerspielen 1996 und den Olympischen Sommerspielen 2000 wurde sie im Damendoppel und im Mixed jeweils 17.

## Sportliche Erfolge
| Saison | Veranstaltung                              | Disziplin   | Sieger                                     |
| ------ | ------------------------------------------ | ----------- | ------------------------------------------ |
| 1989   | Czechoslovakian International              | Dameneinzel | Viktoria Evtushenko                        |
| 1989   | Czechoslovakian International              | Damendoppel | Viktoria Evtushenko / Tatyana Litvinenko   |
| 1992   | Ukraine: Einzelmeisterschaften             | Damendoppel | Viktoria Evtushenko / Tatyana Litvinenko   |
| 1992   | Ukraine: Einzelmeisterschaften             | Dameneinzel | Viktoria Evtushenko                        |
| 1992   | Ukraine: Einzelmeisterschaften             | Mixed       | Vladislav Druzchenko / Viktoria Evtushenko |
| 1993   | Ukraine: Einzelmeisterschaften             | Damendoppel | Viktoria Evtushenko / Tatyana Litvinenko   |
| 1993   | Ukraine: Einzelmeisterschaften             | Mixed       | Valeriy Strelcov / Viktoria Evtushenko     |
| 1994   | Bulgarien: Internationale Meisterschaften  | Damendoppel | Elena Nozdran / Viktoria Evtushenko        |
| 1994   | Bulgarien: Internationale Meisterschaften  | Mixed       | Vladislav Druzchenko / Viktoria Evtushenko |
| 1994   | Slowakei: Internationale Meisterschaften   | Damendoppel | Elena Nozdran / Viktoria Evtushenko        |
| 1994   | Slowakei: Internationale Meisterschaften   | Mixed       | Vladislav Druzchenko / Viktoria Evtushenko |
| 1995   | Slowakei: Internationale Meisterschaften   | Mixed       | Vladislav Druzchenko / Viktoria Evtushenko |
| 1995   | Bulgarien: Internationale Meisterschaften  | Mixed       | Vladislav Druzchenko / Viktoria Evtushenko |
| 1995   | Slowakei: Internationale Meisterschaften   | Damendoppel | Elena Nozdran / Viktoria Evtushenko        |
| 1996   | Ukraine: Einzelmeisterschaften             | Damendoppel | Viktoria Evtushenko / Elena Nozdran        |
| 1996   | Österreich: Internationale Meisterschaften | Mixed       | Vladislav Druzchenko / Viktoria Evtushenko |
| 1996   | Ukraine: Einzelmeisterschaften             | Mixed       | Vladislav Druzchenko / Viktoria Evtushenko |
| 1997   | Le Volant d’Or de Toulouse                 | Damendoppel | Viktoria Evtushenko / Elena Nozdran        |
| 1997   | Le Volant d’Or de Toulouse                 | Mixed       | Valeriy Strelcov / Elena Nozdran           |
| 1997   | Ukraine: Einzelmeisterschaften             | Mixed       | Vladislav Druzchenko / Viktoria Evtushenko |
| 1997   | Ukraine: Einzelmeisterschaften             | Damendoppel | Viktoria Evtushenko / Elena Nozdran        |
| 1998   | Le Volant d’Or de Toulouse                 | Damendoppel | Viktoria Evtushenko / Elena Nozdran        |
| 1998   | Ukraine: Einzelmeisterschaften             | Damendoppel | Viktoria Evtushenko / Elena Nozdran        |
| 1999   | Ukraine: Einzelmeisterschaften             | Damendoppel | Viktoria Evtushenko / Elena Nozdran        |
| 1999   | Ukraine: Einzelmeisterschaften             | Mixed       | Vladislav Druzchenko / Viktoria Evtushenko |
| 2000   | Ukraine: Einzelmeisterschaften             | Mixed       | Vladislav Druzchenko / Viktoria Evtushenko |